# Serra do Gerês
A Serra do Gerês (em galego:  Serra do Xurés) é a segunda maior elevação de Portugal Continental. O cume atinge 1546 metros de altitude (Pico da Nevosa, na fronteira com a Galiza), segundo folha do Instituto Geográfico do Exército. Faz parte do sistema montanhoso da Peneda-Gerês.
O maciço da serra do Gerês está incluído na área do Parque Nacional da Peneda-Gerês.
Nesta serra encontra-se o Alto do Borrageiro, com 1430 metros de altitude.
Localiza-se no distrito de Braga (concelho de Terras de Bouro) e no distrito de Vila Real (concelho de Montalegre), entre o Minho e Trás-os-Montes.